# Федорівський район (Таганрізька округа)
Федорівський район — адміністративно-територіальна одиниця у Таганрізькій окрузі Донецької губернії УСРР (у 1923—1925 роках) та у РРФСР (у 1925⁣ — ⁣1957 роках). Адміністративний центр — село Федорівка.

## Історія
Федорівський район було утворено у 1923 році у Таганрозькій окрузі Донецької губернії УСРР. 1925 року райони у складі Таганрозької округи передано до Північно-Кавказького краю РРФСР. 1929 року райони у складі Таганрозького округу увійшли до складу Донського округу.
30 липня 1930 Донський округ, як і більшість інших округів СРСР, було скасовано, а його райони відійшли в пряме підпорядкування Північнокавказького краю. Територія Федорівського району увійшла до складу Матвієво-Курганського району.
13 вересня 1937 року Федоровський район утворено у складі новоствореної Ростовської області.
У листопаді 1953 року район було скасовано, а його територія відійшла до Некліновського району.